# براند
براند (بالنرويجية: Brand‏) مسرحية شعريَّة تراجيديَّة من تأليف الكاتب المسرحي النرويجي هنريك إبسن، كُتِبَت المسرحية في عام 1865، وعُرِضت للمرة الأولى في 24 مارس من العام 1867 في ستوكهولم. المسرحية ذات أبعاد فكريَّة، وتحمل طابعاً فلسفياً، واستعمل فيها إبسن قدراً من الرمزيَّة. لقيت المسرحية استحساناً هائلاً وشعبيةً كبيرة، خاصة في المناطق الاسكندنافيَّة، وهو ما دفع السلطات النرويجية إلى تخصيص مرتب سنوي لإبسن، مكَّنه من التفرُّغ للتأليف والتخلُّص من القلق بشأن وضعه المادي. لا تزال المسرحية تُعرض حتى الزمن المعاصر، ويُعاب عليها افتقارها إلى الدعابة والتناسق.
كلمة «براند» (Brand) في النرويجية والسويدية والدنماركية تعني «النار».

## القصة
الشخصية الرئيسية في المسرحية هو «براند»، قسيس يهدف في رؤيته للحياة إلى تحمل عواقب قراراته، ولهذا يحاول أكثر ما يمكن أن يفعل «الصواب». يؤمن براند بحريَّة الإنسان وإرادته، ويعيش تحت شعار «الكُل أو لا شيء»، لهذا يرفض التنازلات تماماً، ويُشكِّك في جدواها من منظور معياره الأخلاقي. تصوُّر براند نحو الله مقتبس من العهد القديم، ومعتقداته الصارمة تتركه وحيداً في نهاية المطاف، عندما لا يرقى الأشخاص من حوله إلى نموذجه المثالي، ولا تنطبق معاييره على أحد من معارفه. تتمحور الأحداث في المسرحية حول مواقفه المتزمته تجاه الناس، ويمكن رؤية براند كشاب مثالي ساذج، يحمل هذفاً واحداً في الحياة، ألا وهو إنقاذ العالم، أو على الأقل إنقاذ الروح البشرية، وإصراره على أهدافه النبيلة المثالية بدون تعامل مع الواقع هو ما سبَّب نهايته المأساوية عندما تهجره عائلته ويهجره رفقاؤه في الكنيسة. تصورات براند وأحلامه تبدو عظيمة، لكنَّ الأحكام التي يصدرها في حقِّ غيره تبدو قاسية وغير عادلة.

## وصلات خارجية
- براند، على مشروع جوتنبرج.(بالنرويجية)
- براند، نسخة بي دي إف مجانية من المسرحية.(بالنرويجية)
- براند، على ليبري فوكس.(بالنرويجية)